# Enrique Nvo
Enrique Nvo Okenve Nchama (Mbea-Nzomo, Mikomeseng, Guinea Española, 5 de enero de 1910 - Camerún, 21 de noviembre de 1959) fue un maestro, agricultor y líder independentista de Guinea Ecuatorial.

## Biografía
Nació en Mikomeseng. Era maestro de profesión y propietario de fincas de plantación.
Destacado líder independentista guineano, se ve obligado a exiliarse en Camerún debido a sus actividades. Fue uno de los primeros y más importantes líderes de la Idea Popular de Guinea Ecuatorial (IPGE).
Entre las gestiones a favor de la independencia que realizó durante su exilio se encuentra su comunicación con las Naciones Unidas, enviando hasta allí diversos mensajes a favor de la independencia de la entonces Guinea Española.  Durante su estancia en Camerún, Nvo fue objeto de constantes amenazas y persecuciones por parte de las autoridades españolas.
En 1959, Fernando Poo y Río Muni fueron proclamadas como provincias de ultramar españolas. Nvo Okenve se mostró en contra de aquello y decidió presentarse ante Naciones Unidas para protestar. Sin embargo, fue asesinado el 21 de noviembre de 1959 antes de emprender su viaje. Todo parece indicar que su asesinato fue perpetrado por elementos pro-españoles afincados en Camerún, siguiendo órdenes del gobierno colonial de Faustino Ruiz González. La versión oficial de entonces dijo que Nvo había muerto ahogado en un río.
Tras la Independencia de Guinea Ecuatorial, el Colegio Nacional Enrique Nvó Okenve fue renombrado en su honor y en 1971 fue nombrado Héroe Nacional y Mártir de la Independencia a título póstumo. Tras el Golpe de la Libertad en 1979, también se incluyó su efigie en los billetes de 5000 ekweles.
En 2006, mediante el Decreto Presidencia n.º 100/2006, se concedió a título póstumo la condecoración a los mártires de la independencia nacional: Enrique Nvo Okenve, Acacio Mañé Ela y Salvador Ndong Ekang.